# Wrath of Love
Wrath of Love er en amerikansk stumfilm fra 1917 af James Vincent.

## Medvirkende
- Virginia Pearson som Roma Winnet
- Louise Bates som Ethel Clarke
- Irving Cummings som Bob Lawson
- Nellie Slattery som Mrs. Lawson
- J. Frank Glendon som Dave Blake